# 바탈리언 2
바탈리언 2(Return Of The Living Dead Part II)는 미국에서 제작된 켄 와이더혼 감독의 1988년 코미디, 공포, SF 영화이다. 제임스 카렌 등이 주연으로 출연하였고 톰 폭스 등이 제작에 참여하였다.

## 출연

### 주연
- 제임스 카렌
- 톰 매슈스
- 다나 애쉬브룩
- 마샤 다이틀레인
- 수잔 스니더
- 필립 브런즈
- 마이클 켄워시

### 조연
- 테오 반 린겐
- 돈 맥스웰
- 샐리 스미시

## 제작진
- 공동제작: 윌리암 S. 길모어
- 특수효과: 레이몬드 G. 스토리
- 특수효과: 케니 마이어스